# Ендрю Естбері
Е́ндрю Е́стбері  (англ. Andrew Astbury, 29 листопада 1960) — британський плавець, олімпійський медаліст.

## Виступи на Олімпіадах
| Олімпіада         | Дисципліна                             | Місце     |
| ----------------- | -------------------------------------- | --------- |
| Москва 1980       | плавання на 400 метрів вільним стилем  | 4 h3 r1/2 |
| Москва 1980       | плавання на 1500 метрів вільним стилем | 5 h3 r1/2 |
| Москва 1980       | естафета 4 × 200 вільним стилем        | 6         |
| Лос-Анджелес 1984 | плавання на 200 метрів вільним стилем  | 15        |
| Лос-Анджелес 1984 | плавання на 400 метрів вільним стилем  | 14        |
| Лос-Анджелес 1984 | естафета 4 × 200 вільним стилем        | 3         |